# David Cavallo
David Cavallo é um cientista, professor e pesquisador estadunidense na área de computação e aprendizagem. Desde 2013 é Professor Titular Visitante na Universidade Federal do Sul da Bahia (UFSB). Entre 2000 e 2008 foi Professor Pesquisador no MIT Media Lab e co-dirigiu o Future of Learning Group ao lado de Seymour Papert.

## Histórico
Formado em ciência da computação pela Rutgers University e com um PhD em mídia, artes e ciências pelo MIT Media Lab. O título da tese é "Technological Fluency and the Art of Motorcycle Maintenance: Emergent Design of Learning Environments." Na tese ele criou a ideia de Design Emergente, que descreve a estrutura teórica para a implementação de transformação sistêmica em educação e ambientes de aprendizagem.
Co-dirigiu o Future of Learning Group ao lado de Seymour Papert, onde pesquisaram aprendizagem e computação, desenvolveram novas tecnologias e colaboraram em projetos de aprendizagem nos EUA e outros países.
Em 2005, juntou-se à ONG (sem fins lucrativos) OLPC (One Laptop per Child ou "Um Laptop por Criança"), criada por Nicholas Negroponte. A OLPC tinha o objetivo de transformar a educação para crianças em todo o mundo, criando laptops de baixo custo e mais ecológicos, com software livre e novos conteúdos para países em desenvolvimento. Na OLPC, Cavallo foi o primeiro diretor na América Latina, Chief Learning Architect and Vice President of Education.
Cavallo trabalhou na década de 1980 em projetos de inteligência artificial em várias empresas de alta tecnologia. Projetou e coordenou o desenvolvimento de um novo sistema de electronic medical records na Harvard University Health Services.